# Edward Perraud

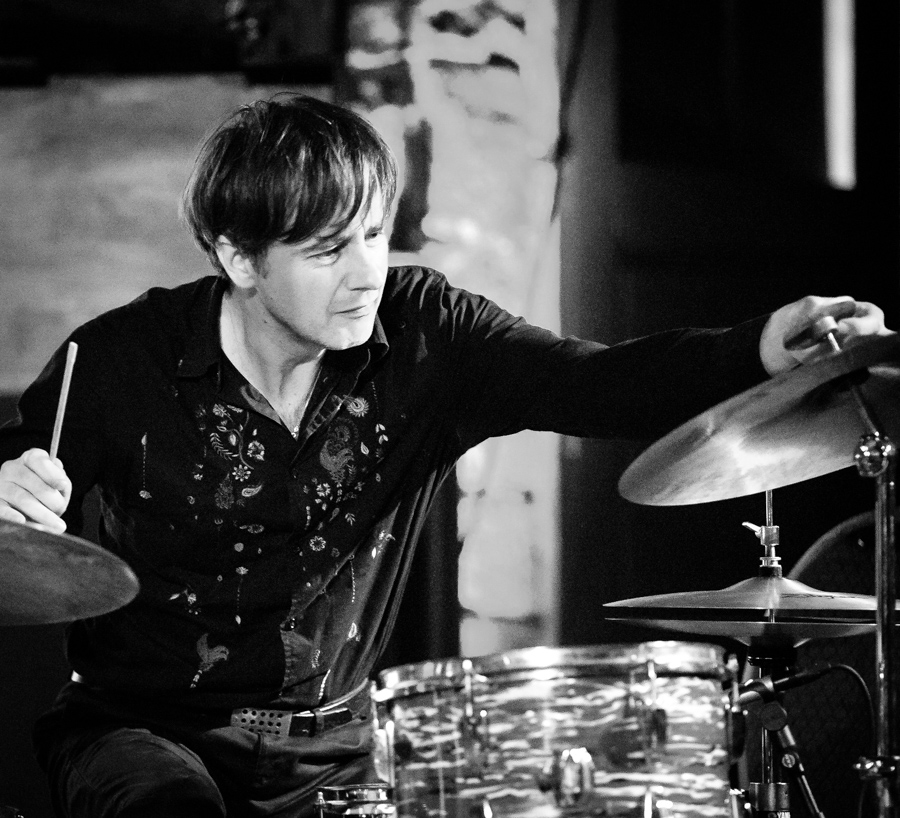
Edward Perraud, 2018

Edward Perraud (* 1. Juni 1971 in Nantes) ist ein französischer Perkussionist und Schlagzeuger, der sowohl in der Neuen Improvisationsmusik als auch im Jazz hervorgetreten ist.

## Leben und Wirken
Perraud erlernte ab seinem achten Lebensjahr Gitarre, später studierte er Posaune und klassische Perkussion am Konservatorium in Rennes. Nach seinem musikwissenschaftlichen Master an der Universität Rennes begann er bei Hugues Dufour am IRCAM mit seinem Promotionsstudium, das er am CNSM bei Jean-Marc Chouvel fortsetzte. Daneben nahm er Unterricht sowohl bei Daniel Humair (Jazzschlagzeug) als auch bei Biplap Battacharya (Tablas).
Seit 1990 spielte er in der Zeuhlband Shub-Niggurath und später in Improvisationsensembles um Jean-Luc Guionnet und Bertrand Denzler wie Hubbub und seit 2008 im Duo mit Jean-Pierre Drouet; daneben trat er im Bereich des Modern Jazz mit Yves Robert, Sylvain Kassap, Louis Sclavis und Joe Rosenberg auf. Mit der Gruppe von Frederick Galiay spielte er Free Pop. Auch begleitete er seit 2003 Damo Suzuki in der Gruppe Networks. Seit 2004 gehört er zum Trio Das Kapital mit Daniel Erdmann und Hasse Poulsen, das für sein Album Ballads & Barricades 2011 den Jahrespreis der deutschen Schallplattenkritik erhielt.
2001 gründete er sein eigenes Quartett Synaesthetic Trip mit Benoît Delbecq, Bart Maris und Arnault Cuisinier, das Alben wie Synaesthetic Trip (2012) oder Beyond the Predictable Touch (2015) vorlegte. Auch tritt er im Duo mit Élise Caron, mit Paul Rogers und mit Jean-Luc Cappozzo und im Trio von Abdelhaï Bennani auf. Weiterhin spielte er mit Michel Portal, Fred Frith, Henri Texier, Joëlle Léandre, Mark Helias, Vincent Courtois, Claude Tchamitchian oder Alan Silva.

## Diskographische Hinweise
- CALX (2002, mit Jean-Luc Guionnet)
- Hubbub Hoop Whoop (2003, mit Frédéric Blondy, Bertrand Denzler, Jean-Luc Guionnet, Jean-Sébastien Mariage)
- Return of the New Thing Traque (2003, mit Jean-Luc Guionnet, Dan Warburton, François Fuchs)
- Préhistoire(s) (Solo, 2010)
- Eve Risser / Benjamin Duboc / Edward Perraud En Corps: Generation (2017)
- Edward Perraud, Bruno Chevillon, Paul Lay Espaces (2018)
- Das Kapital Vive la France (2019)
- Didier Petit, Josh Berman, Jason Stein, Edward Perraud:  The Bridge Sessions: The Way Through (2021)
- Hubbub: abb abb abb (Relative Pitch Records, 2025, mit Frédéric Blondy, Bertrand Denzler, Jean-Luc Guionnet, Jean-Sébastien Mariage)